# Verbascum damascenum
Verbascum damascenum är en flenörtsväxtart som beskrevs av Pierre Edmond Boissier. Verbascum damascenum ingår i släktet kungsljus, och familjen flenörtsväxter. Inga underarter finns listade i Catalogue of Life.